# 达氏拎树藤
达氏拎树藤（学名：Epipremnum dahlii），属于天南星科麒麟叶属，是西太平洋俾斯麦群岛热带雨林中特有的一种木质藤本植物。

## 分布
本种仅分布于巴布亚新几内亚东部外海的俾斯麦群岛，为当地特有种。

## 名称
本种学名中的种小名是为了纪念模式标本的采集者——德国生物学家弗里德里希·达尔。